# Cibinong (ort i Indonesien)
Cibinong är en ort i Indonesien.   Den ligger i provinsen Jawa Barat, i den västra delen av landet, 30 km söder om huvudstaden Jakarta. Cibinong ligger 137 meter över havet och antalet invånare är 188 663. Den ligger vid sjön Situ Gedong.
Terrängen runt Cibinong är platt åt nordväst, men åt sydost är den kuperad.Runt Cibinong är det tätbefolkat, med 511 invånare per kvadratkilometer. Närmaste större samhälle är Depok, 9,9 km norr om Cibinong. Trakten runt Cibinong består till största delen av jordbruksmark.